# Cirilo Almario

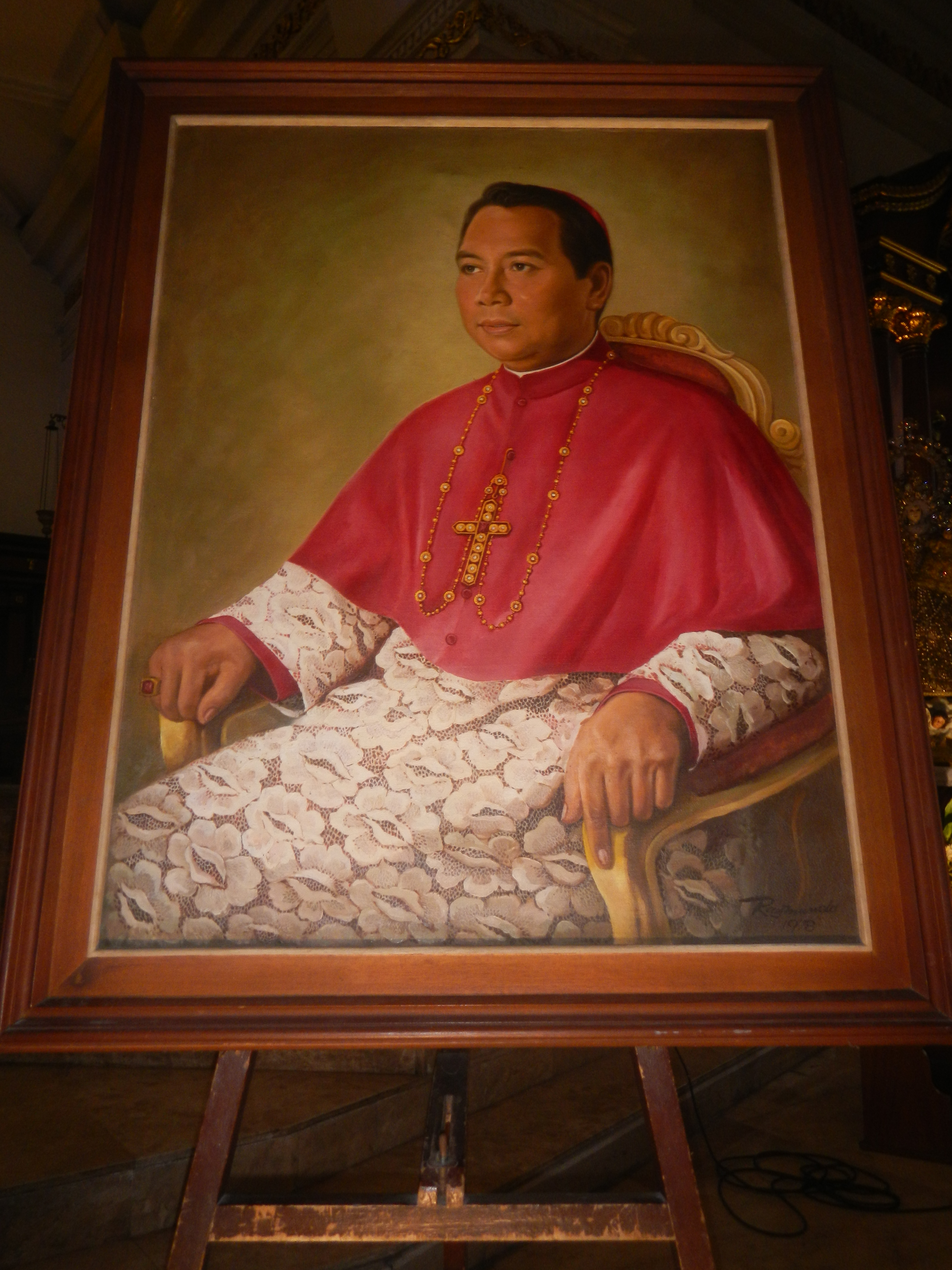
Cirilo Almario

Cirilo Reyes Almario (Cavite City, 11 januari 1931 – Guiguinto, 14 oktober 2016) was een Filipijnse rooms-katholieke geestelijke. Van 1977 tot 1996 was Almario bisschop van Malolos.

## Biografie
Cirilo Almario werd geboren op 11 januari 1931 in Cavite City. Na zijn middelbare schoolopleiding op het St. Francis de Sales Minor-seminarie in Lipa, studeerde hij theologie aan de seminarie van de University of Santo Tomas. In 1957 rondde Almario zijn opleiding daar af met licentiaten Filosofie en Theologie.
Op 30 november 1956 werd Bantigue tot priester gewijd. In 1973 werd Almario benoemd tot hulpbisschop (coadjutor) van de eerste bisschop van Malolos, Manuel del Rosario. Op 15 december 1977 werd Almario benoemd tot bisschop van Malolos, nadat zijn voorganger zich vanwege een slechte gezondheid gedwongen zag om te stoppen. Hij zou er bijna 20 jaar bisschop blijven tot hij 1996 ontslag nam. Hij werd opgevolgd door bisschop Rolando Tirona.
Bantigue overleed in 2016 op 85-jarige leeftijd. Hij werd begraven in een crypte naast zijn voorganger Manuel del Rosario in de Kathedraal van Malolos.